# 江湖漢子
《江湖汉子》（英語：Magnificent Kung Fu Warriors）是由張徹执导的香港電影，由姜大卫、傅声等領銜主演的电影。该电影主要讲述三位浪迹江湖的豪侠和一个富户一起反抗元朝统治的作品。

## 劇情簡介
林少游、石大勇及关飞虽说表面上是玩世不恭的人，但是实际上他们三个是见义勇为，说到做到的侠士，并且他们也满怀壮志。在一次意外中，他们遇到了一个富户楚铁侠，此人是最擅“金弹子”的高手，并且此人心系天下，不满元朝的暴政。
而后通过和这个人的相处，林少游决定和他一起合作，一起反抗元朝的统治。

## 演员表
- 姜大卫 饰 楚铁侠
- 傅声 饰 林少游
- 戚冠军 饰 石大勇
- 李艺民 饰 关飞
- 山茅 饰 卢卜花
- 杨忠民 饰 朱大成
- 李影 饰 王爷
- 江生[5] 饰 蒙古武士
- 陆剑明 饰 弓箭手[6]

## 備註
1. ↑  張徹. . 香港電影資料館出版社. 2002. ISBN 9628050176.
2. ↑  .   [2021-12-12]. （原始内容存档于2021-12-12）.
3. ↑  李道新. . 北京大学出版社. 2005. ISBN 7301084382.
4. ↑  石琪. . 次文化堂. 1999: 166. ISBN 9627420263.
5. ↑  即演员表上的赵冈生
6. ↑  .   [2021-12-12]. （原始内容存档于2021-12-12）.

## 相關連結
- 豆瓣链接 （页面存档备份，存于）
- 互联网电影数据库（IMDb）上《江湖汉子》的资料（英文）
- 香港影庫上《江湖汉子》的資料（繁體中文）
- 研究 （页面存档备份，存于）七十年代香港電影硏究: 第八屆香港國際電影節, 第 8 卷，第 2 期